# Ashfaq Parvez Kayani

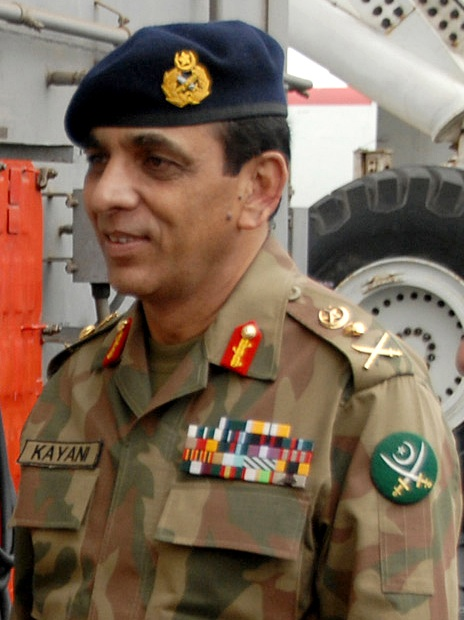

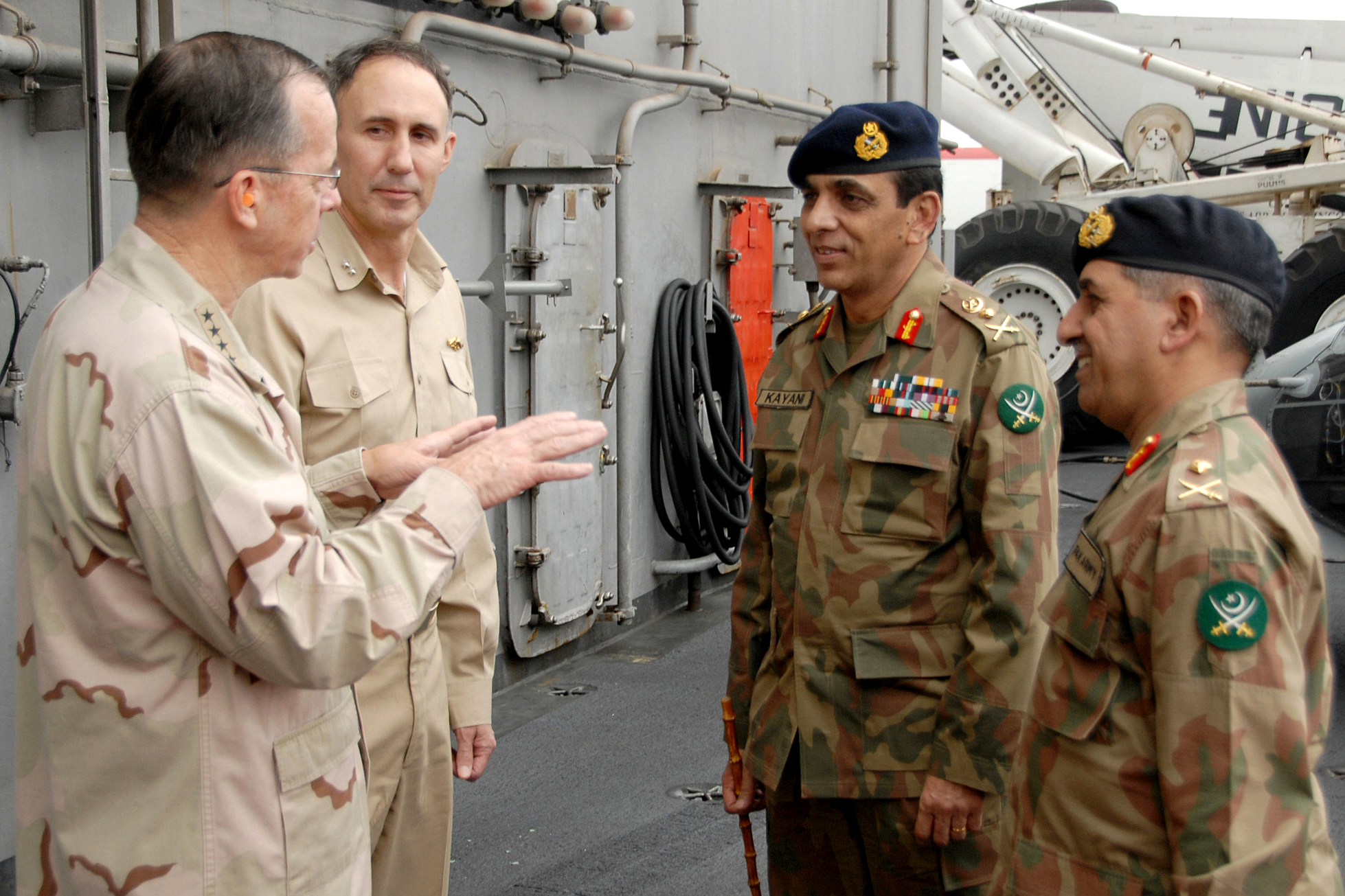
Von links nach rechts: Admiral Michael Mullen und Scott Van Buskirk auf der Abraham Lincoln im Gespräch mit General Kayani und General Pasha im August 2008.

Ashfaq Parvez Kayani (* April 1952) ist ein pakistanischer General und war von 2004 bis 2007 Chef des pakistanischen Geheimdienstes Inter-Services Intelligence und danach bis 2013 Armeechef.

## Leben
Zuvor war Kayani von Oktober 2004 bis Oktober 2007 Chef des pakistanischen Geheimdienstes Inter-Services Intelligence.
Danach war er von November 2007 bis November 2013 Armeechef. Pervez Musharraf, sein Vorgänger im Amt ernannte ihn hierzu, und damit zum de facto Oberbefehlshaber der Streitkräfte Pakistans. Das US-Wirtschaftsmagazin Forbes platziert Kayani aktuell auf Platz 28 der Liste der mächtigsten Menschen der Welt. Gemäß dieser Platzierung war Kayani nicht nur der mächtigste Pakistani, sondern auch der mächtigste aktive Militär weltweit. Sein Nachfolger im Amt war General Raheel Sharif.